# Oley Speaks
Oley Speaks (Canal Winchester, 28 juni 1874 – New York, 27 augustus 1948) was een Amerikaans componist en zanger.

## Levensloop
Speaks werkte als jonge man bij het spoorwegstation in Columbus (Ohio). Hij voelde zich tot de muziek aangetrokken en besloot lessen te nemen bij muziekleraren als W. Macfarlane, Karl Dufft, Emma Thursby, Armour Galloway en Max Spicker.
Na deze opleiding werd hij als baritonzanger solist in een kerk in Columbus. In 1898 vertrok hij naar New York en werd eveneens als baritonzanger solist in de kerk van Divine Paternity en verbleef daar tot 1901. Aansluitend was hij tot 1906 zanger in de St. Thomaskerk. In die tijd begon hij een succesvolle carrière als solozanger en hij gaf recitals en werkte mee als solist in oratoria. Speaks begon ook liederen te componeren, maar aanvankelijk had hij daarmee geen succes. Zijn eerst lied dat ook gepubliceerd werd, was Thou Gazest at the Stars.
In 1907 volgde On The Road To Mandalay en daarvan werden meer dan 1 miljoen exemplaren verkocht. Hij was een componist die in één zitting een nieuw lied kon componeren. Zijn meer dan 250 werken waren toen erg populair en werden voor orkest en harmonieorkest bewerkt.
Van 1924 tot 1943 was Speaks directeur van de American Society of Composers, Authors and Publishers (ASCAP).

## Composities (selectie)

### Werken voor harmonieorkest
- 1907 On the Road to Mandalay - bewerkt door Hermann Bellstedt
- 1910 The Pilgrim, voor cornet solo en harmonieorkest
- 1914 Sylvia - bewerkt door T. Clark
- Morning, voor cornet solo en harmonieorkest

### Liederen
- 1906 When love is gone, voor lage stem - tekst: Ruth Reid
- 1906 Heaven is my home, voor hoge stem - tekst: T. R. Taylor
- 1906 Where the heart is, voor hoge stem
- 1906 Since love led me to you, voor hoge stem - tekst: Leontine Stanfield
- 1907 On The Road To Mandalay - tekst: Rudyard Kipling uit Barrack room ballads
- 1907 The pilgrim, voor lage stem - tekst: Lawrence Perry
- 1907 Everywhere, voor hoge stem - tekst: S. B. Cassin
- 1907 By the waters of Babylon
- 1908 Since we parted voor hoge stem - tekst: Owen Meredith, pseudoniem van Edward Robert Bulwer, Earl of Lytton
- 1908 Roses after rain, voor hoge stem - tekst: Frank Lebby Stanton
- 1908 The night has a thousand eyes, voor lage stem - tekst: Francis William Bourdillon
- 1908 With the dreams of May, voor hoge stem - tekst: Frank Lebby Stanton
- 1908 Summer Skies, voor lage stem - tekst: Frank Lebby Stanton
- 1909 The hills of Kerry, voor hoge stem - tekst: Marjorie Lowry Christie Pickthall
- 1909 Ashes of roses, voor hoge stem - tekst: Elaine Goodale Eastman
- 1909 Still, still with Thee, voor lage stem - tekst: Harriet Beecher Stowe
- 1910 Greeting, voor lage stem - tekst: Frank Lebby Stanton
- 1910 Morning - tekst: Frank Lebby Stanton
- 1910 The King of Love my Shepherd is, voor hoge stem - tekst: Sir Henry Williams Baker
- 1911 Charity - tekst: Emily Dickinson
- 1913 The Lord is my Light, voor sopraan (of tenor) en orgel - tekst: Psalm 27
- 1914 Sylvia - tekst: Clinton Scollard
- 1916 There's a song in the air - tekst: Josiah Gilbert Holland
- 1917 It came upon the midnight clear - tekst: Edmund H. Sears
- 1917 When the boys come home - tekst: John Hay
- 1918 In the End of the Sabbath, voor hoge stem en orgel
- 1930 The Prayer Perfect - tekst: James Whitcomb Riley
- Fuzzy Wuzzy
- Let not your heart be troubled, voor sopraan en orgel
- Life
- Life's Twilight
- Little House of Dreams
- Star Eyes
- The Bells of Youth
- The Message
- The Secret
- Thou Gazest at the Stars